# Kevin Mitnick
Kevin Mitnick, né le 6 août 1963 à Van Nuys (Los Angeles, Californie) et mort le 16 juillet 2023 à Pittsburgh (Pennsylvanie, États-Unis) est un ancien pirate informatique américain, devenu depuis les années 2000 consultant en sécurité informatique.
Surnommé « Le Condor », il a notamment accédé illégalement aux bases de données des clients de Pacific Bell, ainsi qu'aux systèmes de Fujitsu, Motorola, Nokia et Sun Microsystems. Il n'a cependant pas accédé à celles du Pentagone. En 1995, il sera condamné à cinq ans de prison pour délit informatique.
En 2002, il coécrit un livre traitant de l'ingénierie sociale, basé sur ses expériences personnelles : L'Art de la supercherie. Puis, fort du succès de ce premier livre, il en coécrit un autre en 2005 : L'Art de l'intrusion. Ce deuxième ouvrage s'intéresse aux intrusions dans des réseaux informatiques, effectuées par des inconnus ou des groupes de hackers renommés, tel que L0pht.

## Biographie

### Premiers délits
En 1980, Kevin Mitnick pénètre physiquement dans le central téléphonique COSMOS (COmputer System for Mainframe OperationS) de la Pacific Bell à Los Angeles avec deux amis.
COSMOS servait de base de données à la compagnie pour archiver les appels téléphoniques, ainsi que la facturation. Les hackers se procurèrent une liste des mots de passe des utilisateurs, les combinaisons de fermeture des portes de neuf bureaux centraux de Pacific Bell et un manuel du système. Ils sont accusés de dégradation de données, ainsi que du vol du mode d'emploi de la base de données. Mitnick n'avait que 17 ans à l'époque et le verdict est de trois mois de détention en centre de redressement et une année de mise à l'épreuve.
Steven Roads, un ancien ami de Mitnick, confiait à la presse que ce dernier se serait introduit dans le site du North American Air Defense Command (NORAD) à Colorado Springs en 1979, ce que l'intéressé a toujours nié. Cette rumeur a été diffusée dans le New York Times par John Markoff, qui a d'ailleurs ajouté la rumeur selon laquelle le film Wargames (1983), où un adolescent manque de déclencher une Troisième Guerre mondiale à cause de ses intrusions dans des réseaux informatiques, avait été inspiré par l'histoire de Kevin Mitnick ; en fait, les scénaristes n'avaient jamais entendu parler de lui quand ils ont créé le film.

### Premières condamnations
En 1983, Mitnick tente une intrusion dans le réseau du Pentagone. Il se sert d'une machine de l'université de Californie du Sud et met ses compétences à l'épreuve. La police l'interpelle sur le campus de l'université. Il est placé en centre de détention pour jeunes situé à Stockton en Californie durant six mois pour s'être connecté à l'ARPANET, l'ancêtre d'Internet, et avoir obtenu un accès illégal à tous les fichiers du département de la Défense américaine. Aucune preuve de vol ou de dégradation de données n'est apportée à l'époque : Mitnick a simplement assouvi sa curiosité. Il purge sa peine, mais est de nouveau inquiété des années plus tard. Un avis de recherche est émis, car il est soupçonné d'avoir modifié les données sur un ordinateur d'analyse de situation patrimoniale pour l'octroi de crédits d'une société. Mais l'avis disparaît des archives de la police.[réf. nécessaire]
En 1987, il est de nouveau arrêté par la police pour utilisation illégale de numéros de cartes de paiement téléphoniques, ainsi que le vol d'un logiciel de la société californienne Santa Cruz Operation. Il est condamné à une mise à l'épreuve durant trois ans.

### Première arrestation par le FBI
Avec l'aide de son ami Lenny DiCicco, Mitnick cherche à s'introduire dans le laboratoire de recherche de Digital Equipment Corporation (DEC) situé à Palo Alto. Son but est d'obtenir le code source du système d'exploitation VMS pour les ordinateurs VAX. Depuis les locaux de la société Calabass, où DiCicco travaille comme informaticien, ils cherchent à s'introduire dans le réseau intranet de l'entreprise, dénommé Easynet. Les attaques sont repérées rapidement, mais Mitnick brouille la provenance des appels, ce qui empêche de remonter jusqu'à lui.
Vexé par un canular de Mitnick (celui-ci avait appelé l'employeur de DiCicco en se faisant passer pour un agent du gouvernement, prétendant que ce dernier était en conflit avec l'IRS, l'agence fiscale américaine), DiCicco décide de mettre son employeur au parfum de leurs dernières activités et contacte DEC, puis le FBI. DiCicco donne alors rendez-vous à Mitnick sur un parking à la tombée de la nuit. Quand ce dernier se présente, il est arrêté par deux agents du FBI tapis dans l'ombre.
DEC accuse Mitnick d'avoir volé des logiciels valant plusieurs millions de dollars et d'avoir coûté 200 000 dollars américains de frais pour le rechercher et l'empêcher d'avoir accès à leur réseau. Mitnick plaide uniquement coupable pour fraude informatique et possession illégale de codes d'accès d'appels longue distance. Il doit alors faire un an de prison et suivre un programme de six mois en vue de réduire sa trop grande dépendance à l'informatique.

### Nouveau départ
En 1989, Mitnick venait de passer huit mois au centre de détention métropolitain de Los Angeles (en) et quatre mois à la prison de Lompoc. Il déménage alors à Las Vegas et travaille comme programmeur dans une agence publicitaire. Trois ans plus tard, il revient dans la vallée de San Fernando et trouve, sur recommandation d'un ami, un travail de détective à la Tel Tec Detective Agency.
Peu de temps après, un usage illégal de systèmes de données commerciales sous le couvert de l'agence est découvert. Le FBI enquête de nouveau sur Mitnick. Quelques mois plus tard, un mandat d'arrêt est émis par un juge fédéral à son encontre. Il est accusé d'avoir enfreint les clauses de sa mise à l'épreuve datant de 1989 et de s'être introduit dans le réseau d'une société de télécommunications. Mais, quand des agents du FBI viennent l'arrêter à son domicile, Mitnick a disparu.

### Fugitif
Mitnick a décidé de fuir. Le FBI mettra deux ans à le retrouver.
Fin 1992, un individu ayant un code d'identification valide appelle le Department of Motor Vehicles (DMV) de Sacramento et demande à se faire faxer la photo du permis de conduire d'un informateur de la police. Les agents du DMV, soupçonnant une supercherie, cherchent à localiser le numéro de fax envoyé par l'inconnu. Ils découvrent qu'il s'agit d'un magasin de reprographie de Studio City, près de Los Angeles. Mais quand ils arrivent sur place, ils aperçoivent un individu en train d'enjamber le mur du parking qui leur échappe. Ils établiront plus tard qu'il s'agissait de Mitnick. Depuis quelque temps déjà, le FBI soupçonnait Mitnick d'avoir pris le contrôle du réseau téléphonique de la Californie et de mettre sur écoute les agents fédéraux chargés de le traquer, car il arrivait ainsi à anticiper leur mouvement.
L'affaire est alors surmédiatisée. La presse californienne brosse le portrait d'un individu extrêmement malicieux et insaisissable qui tourne les autorités en ridicule. Le journaliste du New York Times John Markoff, qui avait rédigé un livre sur Mitnick, lui consacre un article à la une de l'édition du 4 juillet 1994, où il affirme que Mitnick peut mettre le chaos dans le réseau informatique mondial. Mitnick a dénié par la suite bon nombre des accusations présentes dans cet article.

### Tsutomu Shimomura
Toujours en fuite et vivant dans la clandestinité, Mitnick s'attaque à un expert en sécurité informatique : le Japonais Tsutomu Shimomura[source insuffisante].
La technique mise en œuvre par Mitnick pour s'introduire dans la machine de Shimomura était déjà connue à l'époque des faits, mais personne ne l'avait encore mise en pratique, il s'agit de l'IP spoofing. Pour être sûr que personne ne sera connecté à la machine cible, il choisit d'effectuer son attaque le 25 décembre 1994, le jour de Noël. Mitnick exploite une faille dans l'architecture du réseau cible et les points faibles du protocole TCP de l'époque. Il fait croire à l'ordinateur de Shimomura que les messages qu'il lui envoyait venaient d'une source autorisée, en l'occurrence une machine de l'Université Loyola de Chicago, dont il va se servir comme passerelle pour l'atteindre. Mais Mitnick ne s'est pas rendu compte que le pare-feu était configuré de telle sorte qu'il envoyait une copie des fichiers de logging à un autre ordinateur toutes les heures, ce qui a produit une alerte automatique.
Le lendemain, Shimomura s'apprête à partir en vacances, quand il reçoit l'appel d'un de ses collègues du centre de calcul de San Diego. Ce dernier l'informe qu'il a détecté une intrusion dans l'ordinateur installé dans la maison de vacances de Shimomura, à Del Mar. Une partie des fichiers de logging est effacée. L'intrus s'est approprié des centaines de documents et de logiciels. Shimomura décide alors d'aider le FBI à arrêter Mitnick.

### La traque
Un mois après l'intrusion, Tsutomu Shimomura reçoit un coup de fil d'un usager d'un service commercial d'accès à Internet, la WELL (Whole Earth Lectronic Link) de Sausalito. Ce dernier lui raconte qu'il a reçu un courriel de son administrateur réseau lui enjoignant de nettoyer son compte qui dépasse la taille règlementaire. Il découvre alors qu'un inconnu y a déposé des fichiers qui contiennent entre autres des listes de mots de passe et les feuilles de salaires d'un certain Shimomura[source insuffisante]. Il s'agit en réalité des fichiers dérobés par Mitnick sur la machine située à Del Mar.
Shimomura et une petite équipe du Centre de calcul de San Diego s'installent alors à Sausalito. Ils se branchent sur l'intranet de la WELL et mettent en place un système de surveillance à l'intention de Mitnick. Ce dernier a piraté plusieurs comptes de la WELL et s'en sert comme plateforme d'attaque. Ainsi, le 17 janvier 1995, Shimomura et son équipe observent Mitnick infiltrer un pare-feu du réseau de Motorola et s'emparer du logiciel de sécurité. Quelques jours plus tard, l'équipe découvre le vol de 20 000 numéros de cartes de crédit d'usagers de Netcom, un fournisseur d'accès à Internet de San José. Ils décident alors de déplacer leur base dans cette ville et surveillent désormais le réseau de Netcom. Les appels de Mitnick proviennent de trois villes différentes : Denver, Minneapolis et Raleigh. L'équipe compare alors les registres d'appels des compagnies téléphoniques utilisées par Mitnick avec ceux de Netcom. Le travail est long, mais ils finissent par se convaincre que l'origine des appels est vraisemblablement Raleigh.

### Arrestation
En arrivant à Raleigh, l'équipe découvre que l'origine des appels semble provenir de la compagnie téléphonique GTE. Mais, en approfondissant leur recherche, ils trouvent que les appels émanent de la compagnie Sprint. L'équipe s'installe alors dans la pièce du commutateur téléphonique central de Sprint pour localiser physiquement le téléphone cellulaire de Mitnick.
Mais Mitnick a modifié les logiciels du réseau et Sprint croit que les appels proviennent de GTE. Le numéro du correspondant étant cependant identifié, Tsutomu Shimomura décide de parcourir pendant deux jours les rues de Raleigh avec une antenne de détection, utilisant un appareil permettant d'espionner les communications cellulaires, un Cellscope 2000. Il finit par localiser l'appartement de Mitnick.
Le 15 février 1995 à 2 heures du matin, le FBI et Shimomura investissent la chambre de Mitnick et procèdent à son arrestation. Le journaliste John Markoff, ami de Shimomura, était également sur les lieux. Ils publieront un livre racontant la poursuite.

### Procès
Mitnick a plaidé coupable pour sept chefs d'accusation (intrusion de systèmes et vols de logiciels protégés, entre autres) envers les sociétés Motorola, Fujitsu et Sun Microsystems. Mais il a contesté la manière artificielle dont l'accusation a chiffré le manque à gagner de ces sociétés. Le procureur réclame finalement 1,5 million de dollars en dédommagement et de 5 à 10 millions de dollars de frais de procédures.
Mitnick est condamné à cinq ans de prison. C'est à l'époque la peine la plus lourde infligée à quelqu'un pour délit informatique. Ses fans, choqués par la lourdeur de la peine de prison, organisent un mouvement mondial de soutien.

### Depuis 2000

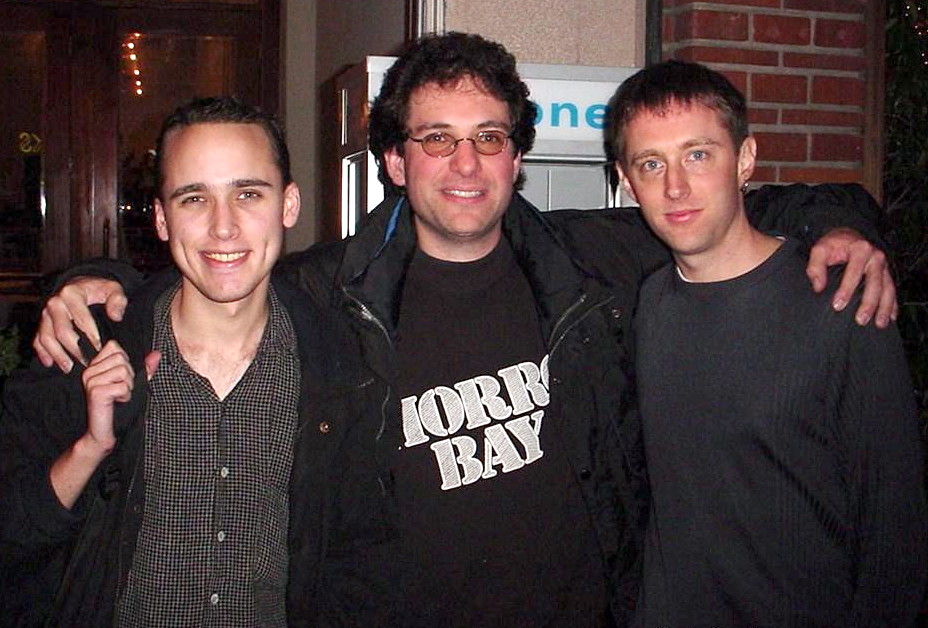
De gauche à droite : Adrian Lamo, Kevin Mitnick et Kevin Poulsen (photo prise vers 2001).

Depuis 2000, Mitnick a été consultant de sécurité des moyens de paiement, conférencier et auteur. Il fait du conseil de sécurité pour des entreprises du Fortune 500, fournit des services de tests de pénétration pour les plus grandes entreprises du monde et donne des cours d'ingénierie sociale pour des dizaines d'entreprises et d'organismes gouvernementaux.
Il est aussi l'auteur d'une douzaine de livres qui ont été traduits dans de nombreuses langues, y compris The Art of Deception (traduit en français sous le titre L'art de la supercherie), The Art of Intrusion (traduit en français sous le titre L'Art de l'intrusion), et Ghost in the Wires.

### Mort
En 2022, des analyses révèlent que Kevin Mitnick est atteint d'un cancer du pancréas. Il meurt le 16 juillet 2023 à l'âge de 59 ans, des suites de cette maladie, à Pittsburgh, en Pennsylvanie. Il laisse derrière lui son épouse Kimberley, 36 ans, enceinte de leur premier enfant,,.

## Postérité

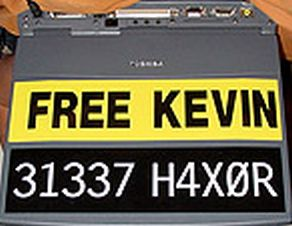
Un autocollant « Free Kevin » sur un ordinateur portable, au-dessus d'un autre portant l'inscription 31337 h4x0r ».

Autocollant « Free Kevin » (« Libérez Kevin »), distribué par les fans du magazine 2600: The Hacker Quarterly.

- Le film Cybertraque (2000) de Joe Chappelle retrace la vie de Kevin Mitnick, et comment Tsutomu Shimomura a aidé le FBI à le retrouver. Dans ce film, Kevin Mitnick est incarné par l’acteur Skeet Ulrich.
- Mitnick est apparu dans le documentaire de Werner Herzog Lo and Behold, Reveries of the Connected World (2016)[16].
- Son arrestation a conduit à une vague de cybermanifestations orchestrées par le site anglais Free Kevin Mitnick[17]. Des fans ont même publié des autocollants « Free Kevin (« Libérez Kevin ») »[17].
- Le FBI disait de lui que le profit n'était pas sa motivation, ce qui le rendait d'autant plus dangereux.
- Le 17 février 2013, Kevin Mitnick devient le temps d'une journée le gardien de l'élection présidentielle en Équateur[18].